# Plancher béton
 (avril 2014).

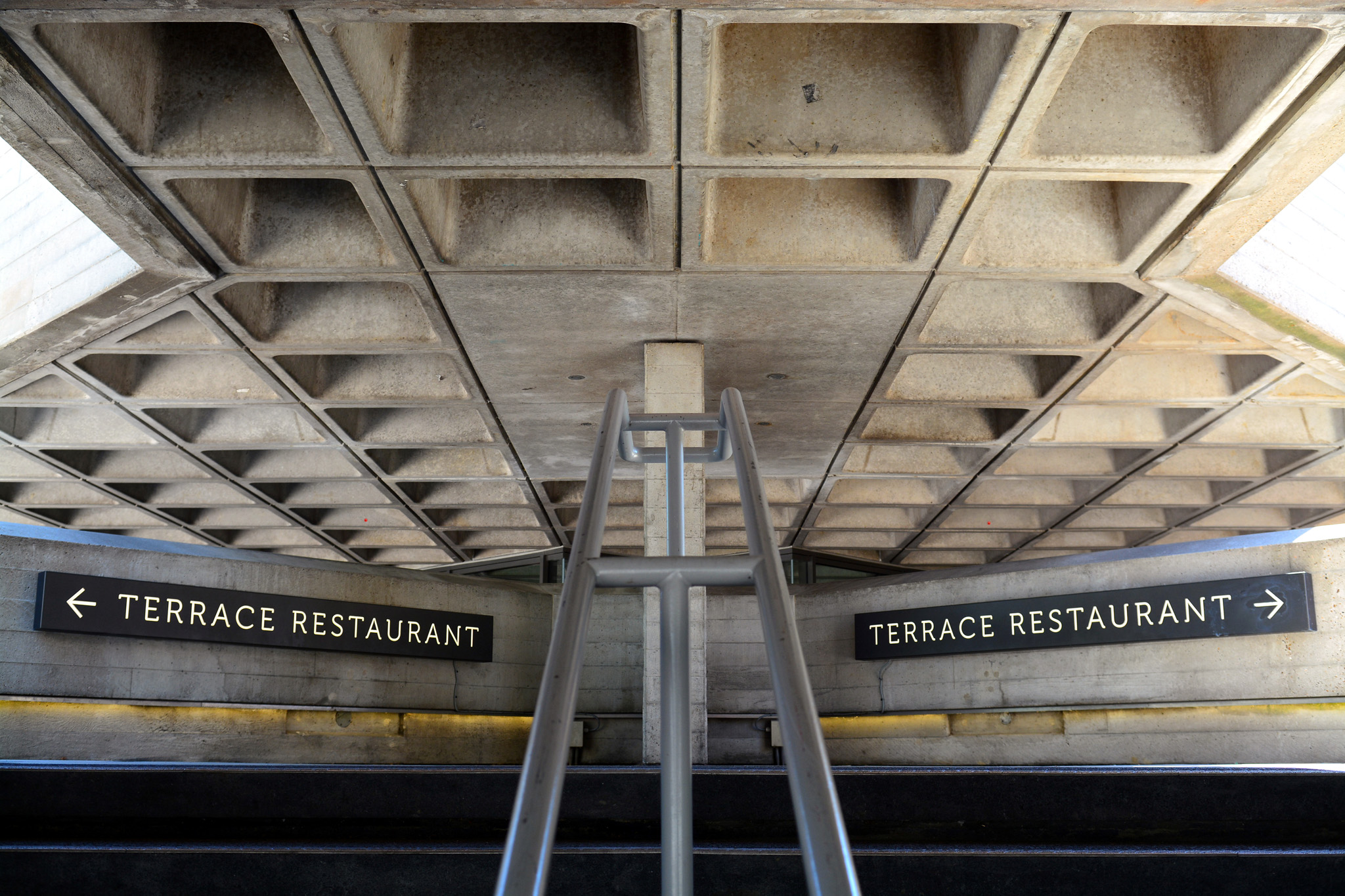
Le dessous d'une dalle gaufrée, montrant la structure en forme de grille soutenant le plancher en béton.

Les planchers de béton sont des éléments structurels de plancher réalisés à partir d'éléments préfabriqués ou non, essentiellement dont le principal matériau mis en œuvre est le béton.
Les planchers en béton se divisent en quatre groupes principaux :
- Les éléments de plancher en béton
- Les éléments de plancher en béton cellulaire
- Les prédalles
- Les poutrains et claveaux

## Les éléments de plancher en béton
Disponibles en béton armé ou précontraint, ce type  d'éléments préfabriqués, plus communément appelés hourdis, est une solution idéale pour poser un plancher de façon simple, rapide et extrêmement solide.

### Éléments armés
Munis d'une armature métallique traditionnelle, ces éléments peuvent avoir une face inférieure de deux types:
- rugueuse pour les pièces devant recevoir un enduit de plafonnage.
- lisse pour rester apparents ou être peints.

## Les prédalles et dalles précontraintes
Les planchers de grande portée sont souvent réalisés à l'aide de « prédalles », ou « dalles précontraintes ». Ces éléments constructifs en béton armé sont réalisés en usine, et « précontraints » grâce à de puissantes machines. Une prédalle est coulée dans un moule, le plus souvent alvéolé, et des câbles métalliques sont disposés à l'intérieur du béton. Ils constituent « l'armature » de cet élément. Une fois que le béton a commencé à "prendre" (durcir), les câbles sont tendus par des machines. Les câbles sont ensuite relâchés, et forment alors une voûte très légère à l'intérieur du béton. De ce fait, on dit que le béton est précontraint, car il est capable de se déformer puis de reprendre sa position originelle grâce aux aciers disposés à l'intérieur. Sa résistance à la flexion est accrue. La prédalle pourra donc supporter une grande charge sur une grande longueur sans se rompre. 

Un planchers en prédalle est forcément recouvert d'une dalle de compression, coulée en place (sur chantier). 

## Les planchers à poutrains et claveaux
Ce système se compose de poutres en T renversé en béton précontraint (poutrains), d'un coffrage placé en intercalaire (claveaux et entrevous) et  d'un plancher (table de compression). Ces éléments présentent l'avantage d'une mise en œuvre rapide et d'une manipulation aisée. Il en existe plusieurs types :
- Béton: c'est la solution la plus économique. Ce plancher composé de poutrains et claveaux en béton. La sous-face des éléments est plane et peut recevoir directement un enduit en plâtre.
- Terre cuite : combinaison de poutres en béton pourvues à leur base de semelles en terre cuite, et de claveaux creux en terre cuite également. Les claveaux sont pourvus de vides multiples et cloisonnés qui permettent d'améliorer l'isolation thermique et hygrométrique.
- Polystyrène : ce plancher est le plus isolant car il est composé de claveaux en polystyrène expansé et de poutres en béton. Des systèmes offrent la possibilité de placer des tasseaux en bois traité sous le plancher permettant d'aménager un plafond technique et/ou un faux-plafond.
- Fibre de bois aggloméré : les poutrains sont en fibre de bois agglomérées de ciment, ou en copeaux de bois calibrés et moulés. Les poutres sont en béton. On peut alors profiter de l'esthétique particulière du matériau ou alors l'enduire ou le crépire

### Exemple de mise en œuvre à poutrelle et entrevous en béton
- Déposer le chaînage sur le mur : on veillera à ce qu'il soit posé à 3 cm du bord du mur afin que le béton puisse s'insérer correctement afin d'éviter tout éclatement du béton en vieillissant.
- Déposer les poutrelles : les poutrelles doivent dépasser de 5 cm minimum sur le mur. Les poutrelles sont espacées les unes des autres de la distance nécessaire à la pose des entrevous.
- En bords de murs déposer, déposer des entrevous fermés.
- Poser les entrevous entre les poutrelles
- Déposer le treillis soudé sur l'ensemble et l'attacher au chaînage. Idéalement à cette étape du plancher, il faut insérer les armatures métalliques des poteaux. De cette manière les armatures des murs sont attachées à l'armature du plancher ce qui permet d'améliorer la cohérence de l'ensemble.
- On coule la dalle de compression. Ce qui masque tous ces éléments.

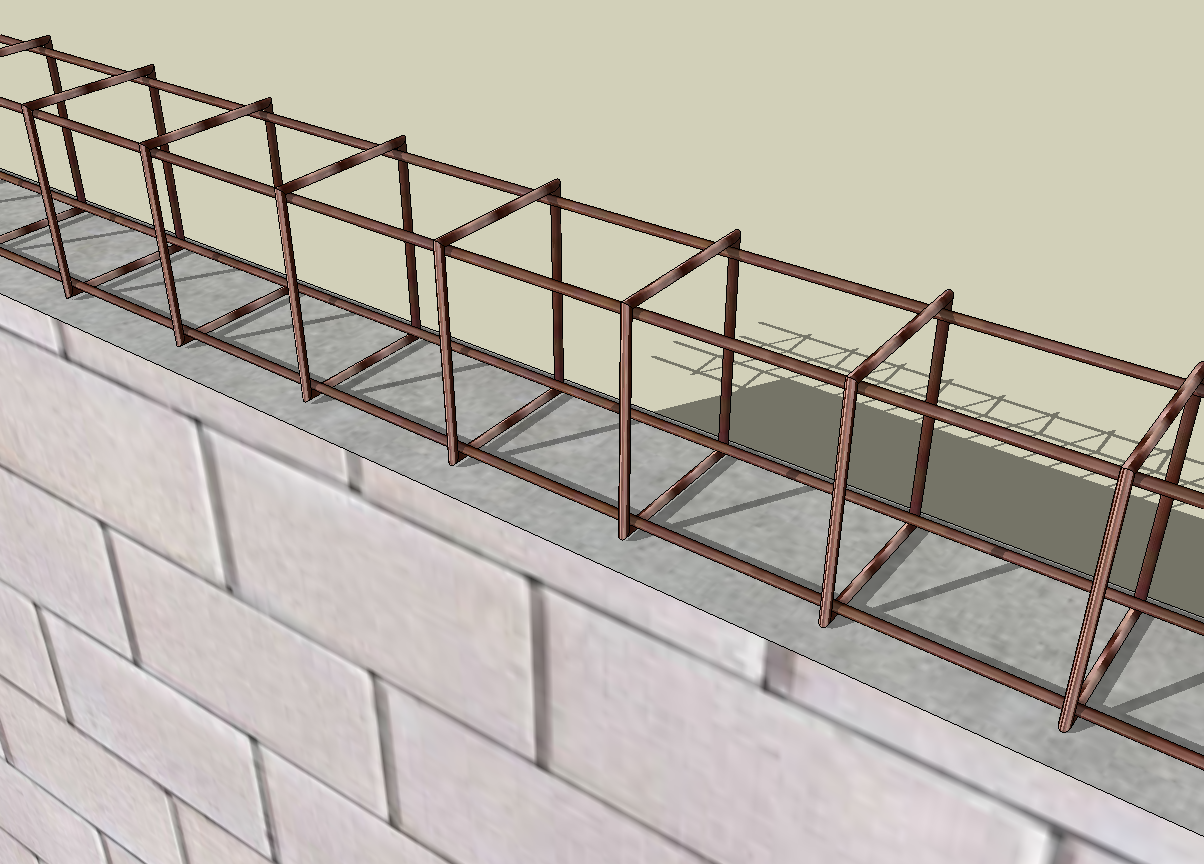
Déposer le chaînage sur le mur.
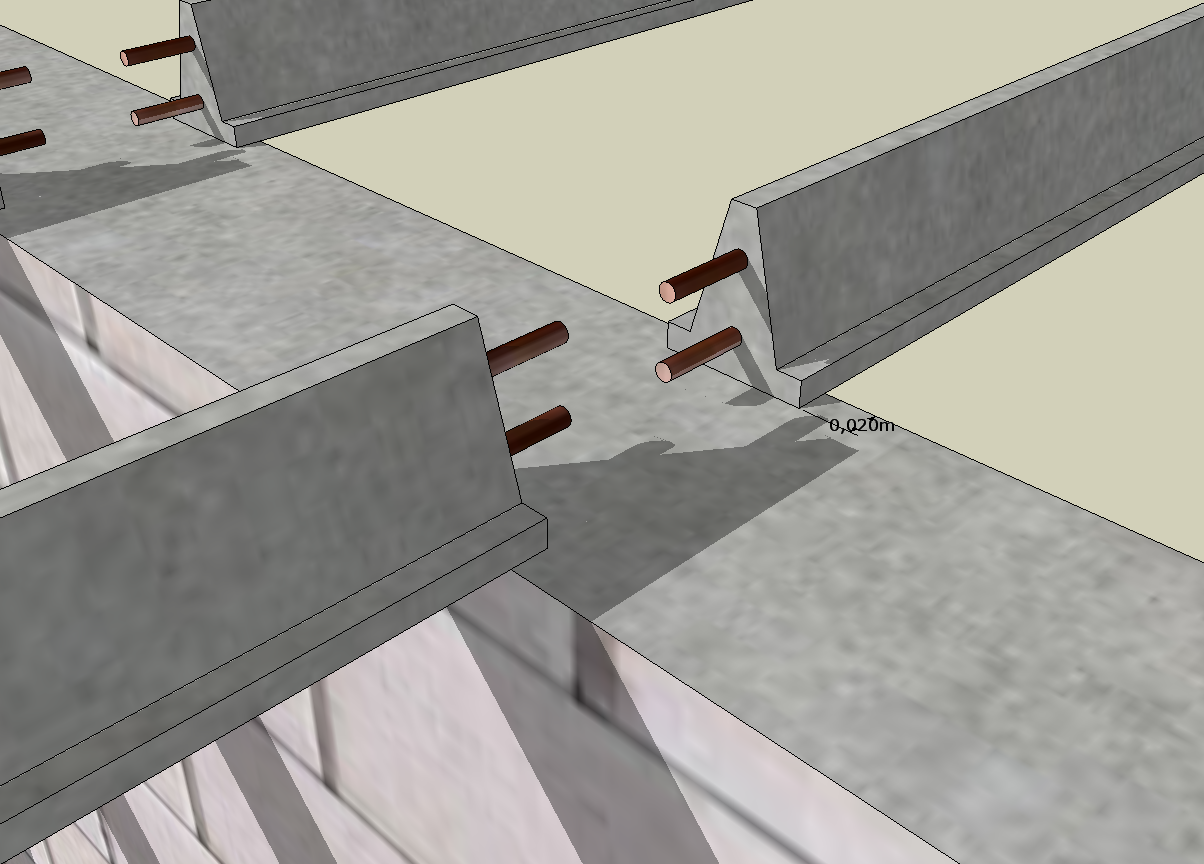
Déposer les poutrelles
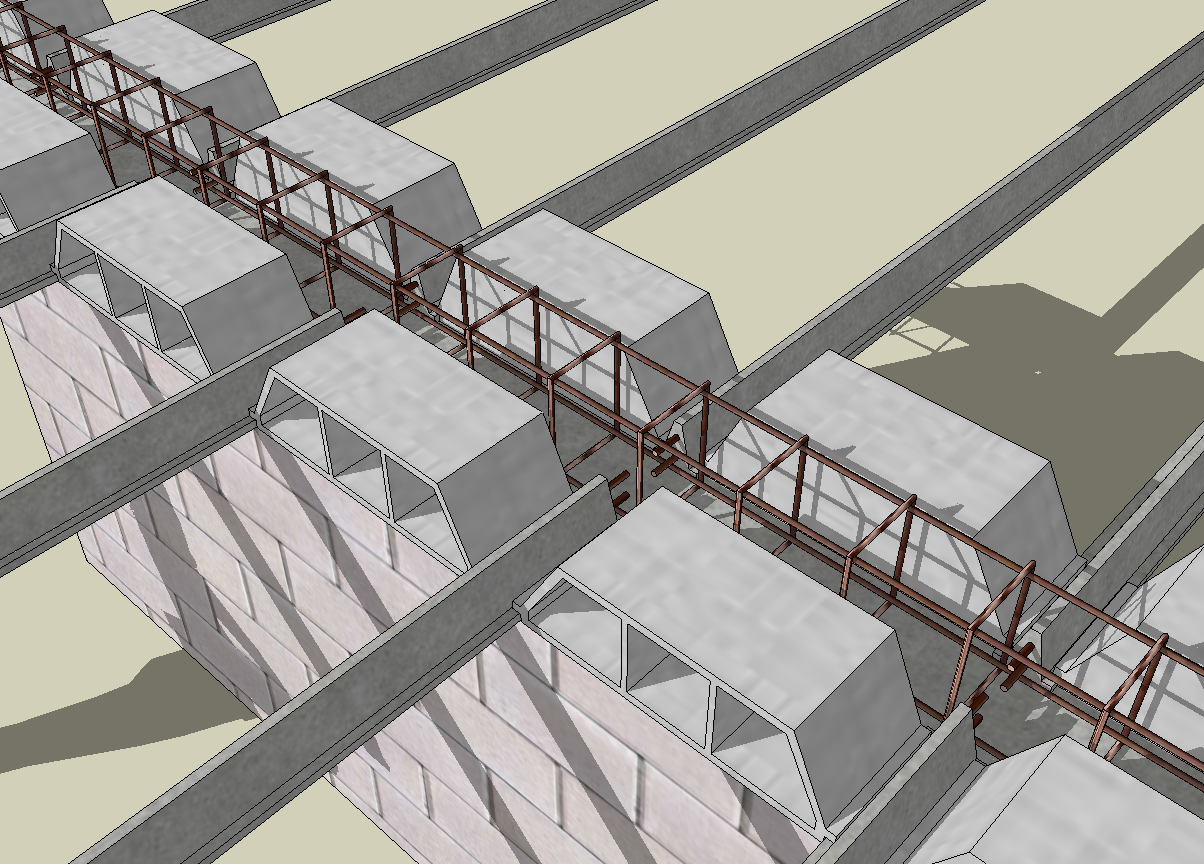
En bords de murs, déposer des entrevous fermés.
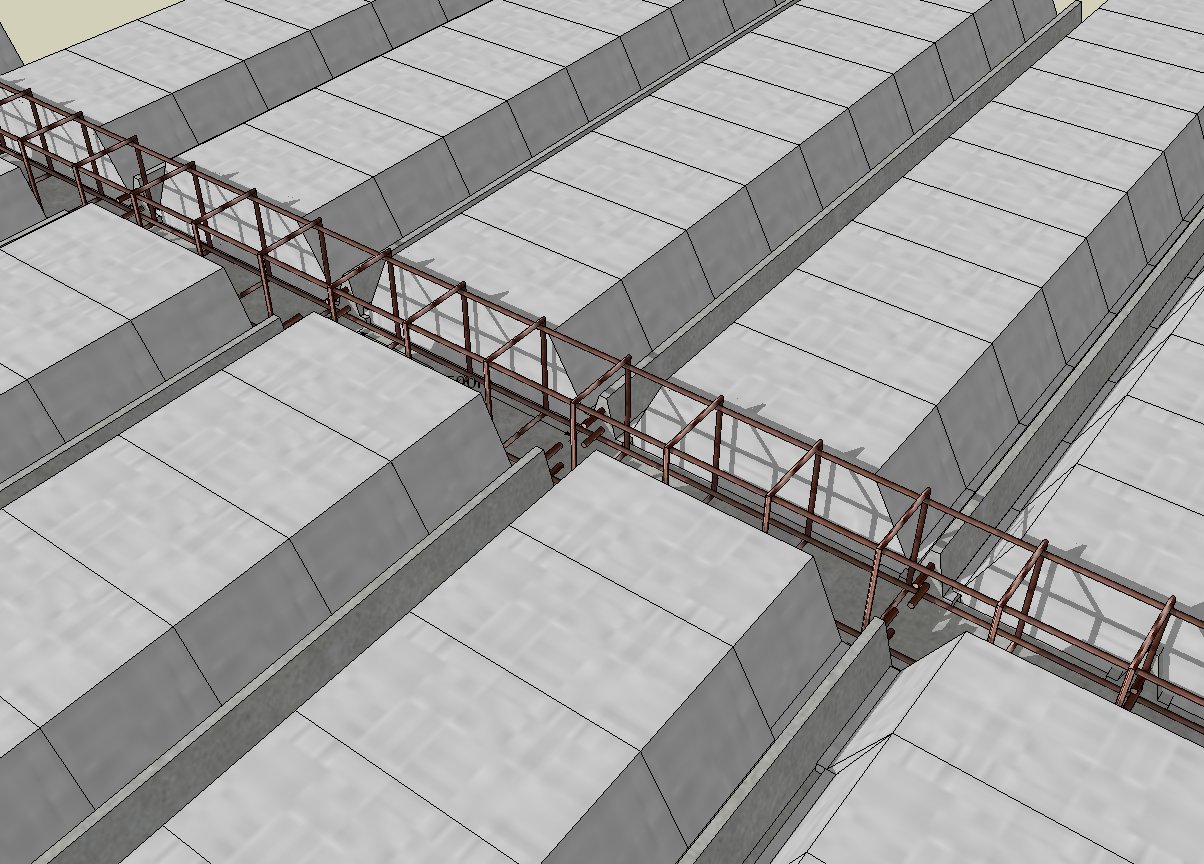
Poser les entrevous entre les poutrelles